# Степаниха (Следневское сельское поселение)
Степаниха — деревня в Александровском районе Владимирской области России, входит в состав Следневского сельского поселения.

## География
Деревня расположена в 10 км на северо-восток от центра поселения деревни Следнево и в 7 км на север от города Александрова.

## История
В XIX — начале XX века деревня входила в состав Александровской волости Александровского уезда. В 1859 году в деревне числилось 27 дворов, в 1905 году — 15 дворов, в 1926 году — 16 дворов.
С 1929 года деревня входила в состав Бакшеевского сельсовета Александровского района, с 1941 года — в составе Струнинского района, с 1965 года — в составе Александровского района, с 2005 года — в составе Следневского сельского поселения.

## Известные уроженцы и жители
В 1973 году в деревне поселились супруги Николай Леонидович и Наталья Александровна Сахаровы. В 1978 году в городе Александрове ими создан хор, получивший звание академического. Академический хор имени Н. Л. Сахарова с сентября 2014 г. является объединением муниципального учреждения культуры Киноконцертный зал «Южный» (г. Александров), руководитель — Мария Лутченко.

## Население
| 1859 | 1905 | 1926 | 2002 | 2010 | 2021 |
| ---- | ---- | ---- | ---- | ---- | ---- |
| 197  | ↘109 | ↘95  | ↘4   | ↗6   | ↗76  |